# Boulogne (Vendée)
Pour les articles homonymes, voir Boulogne.
Boulogne  est une ancienne commune du Centre-Ouest de la France située dans le département de la Vendée et la région des Pays-de-la-Loire.
Au 1er janvier 2016, elle devient l’une des quatre communes déléguées au sein de la commune nouvelle d’Essarts-en-Bocage à la suite de sa fusion avec Les Essarts, L’Oie et Sainte-Florence. Cependant, au 1er janvier 2024, L’Oie et Sainte-Florence sont rétablies, réduisant le territoire d’exercice de la commune nouvelle à Boulogne et Les Essarts. Ses habitants sont les Boulonnais ou Boulognais.

## Géographie
Le territoire municipal de Boulogne s’étend sur 1 244 hectares. L’altitude moyenne de la commune est de 82 mètres, avec des niveaux fluctuant entre 64 et 93 mètres,.

### Situation
Boulogne est situé dans le Bocage vendéen, à 18 kilomètres au nord-est de La Roche-sur-Yon et 8 kilomètres à l’ouest des Essarts.
Les communes limitrophes sont Chauché, Les Essarts, La Merlatière et Dompierre-sur-Yon.
Selon le classement établi par l’Institut national de la statistique et des études économiques en 1999, Boulogne est une commune rurale non polarisée, qui ne fait donc partie d’aucune aire urbaine ni d’aucun espace urbain. La commune est limitrophe de l’aire urbaine de La Roche-sur-Yon.

### Géographie physique
La commune est traversée par la Boulogne qui prend sa source à 15 kilomètres au sud-est, à Saint-Martin-des-Noyers.
Le relief est dans l’ensemble peu vallonné.

### Environnement
Boulogne a obtenu une fleur au Concours des villes et villages fleuris au palmarès 2007.

## Toponymie
En poitevin, la commune est appelée Boulogne.

## Histoire
La première mention historique de Boulogne est datée de 1306 ou il est fait mention de Bolonia.
Au XVIIIe siècle et au début du XIXe siècle, on trouve à Boulogne la famille de Montsorbier.
À la fin du XIXe siècle et au XXe siècle, c’est la famille d’Arexy qui est la famille principale, donnant deux maires à la commune ; par mariage, cette primauté passe à la famille de Villiers dans les années 1950 à 1980.
Le développement de Boulogne comme commune de la périphérie lointaine de La Roche-sur-Yon marque les dernières décennies ; l’évolution de la population, l’arrivée de travailleurs urbains et la diminution de la population agricole, mettent fin à un système caractérisé par le conservatisme paternaliste.

## Politique et administration

### Liste des maires
| Période                                  | Période               | Identité                                        | Étiquette            | Qualité                                                        |
| ---------------------------------------- | --------------------- | ----------------------------------------------- | -------------------- | -------------------------------------------------------------- |
|                                          | 1912[réf. nécessaire] | Charles Cauneau[réf. nécessaire]                |                      |                                                                |
| 1912[réf. nécessaire]                    | 1919[réf. nécessaire] | Adolphe Le Gualès de Mézaubran[réf. nécessaire] |                      |                                                                |
| 1919[réf. nécessaire]                    | 1922[réf. nécessaire] | Aimé Nicolleau[réf. nécessaire]                 |                      |                                                                |
| 1922[réf. nécessaire]                    | 1938[réf. nécessaire] | Joseph d’Arexy[réf. nécessaire]                 | DVD[réf. nécessaire] |                                                                |
| 1939[réf. nécessaire]                    | 1943[réf. nécessaire] | Ferdinand Barboteau[réf. nécessaire]            |                      |                                                                |
| 1943[réf. nécessaire]                    | 1947[réf. nécessaire] | Guy d’Arexy[réf. nécessaire]                    |                      |                                                                |
| 1947[réf. nécessaire]                    | 1983[réf. nécessaire] | Jacques de Villiers[réf. nécessaire]            |                      | Conseiller général (1973-1985), élu dans le canton des Essarts |
| 1983[réf. nécessaire]                    | 1989[réf. nécessaire] | Marcel Limousin[réf. nécessaire]                |                      |                                                                |
| 1989[réf. nécessaire]                    | Mars 2001             | Bernard Cardineau                               |                      |                                                                |
| Mars 2001,                               | 31 décembre 2015      | Jean-Pierre Mallard,                            |                      | Agriculteur                                                    |
| Les données manquantes sont à compléter. |                       |                                                 |                      |                                                                |

### Liste des maires délégués
| Période          | Période                           | Identité             | Étiquette | Qualité                                |
| ---------------- | --------------------------------- | -------------------- | --------- | -------------------------------------- |
| 12 janvier 2016, | 15 novembre 2022 (démissionnaire) | Jean-Pierre Mallard, |           | Agriculteur                            |
| 15 novembre 2022 | 31 décembre 2023                  | Freddy Riffaud       |           | Maire d’Essarts-en-Bocage (2016-2023), |
| 22 mars 2024     | En cours (au 22 mars 2024)        | Joël Mercier         |           |                                        |

## Démographie

### Évolution démographique
L'évolution du nombre d'habitants est connue à travers les recensements de la population effectués dans la commune depuis 1800. À partir du 1er janvier 2009, les populations légales des communes sont publiées annuellement dans le cadre d'un recensement qui repose désormais sur une collecte d'information annuelle, concernant successivement tous les territoires communaux au cours d'une période de cinq ans. 
Pour les communes de moins de 10 000 habitants, une enquête de recensement portant sur toute la population est réalisée tous les cinq ans, les populations légales des années intermédiaires étant quant à elles estimées par interpolation ou extrapolation. Pour la commune, le premier recensement exhaustif entrant dans le cadre du nouveau dispositif a été réalisé en 2008,.
En 2015, la commune comptait 859 habitants, en évolution de +26,14 % par rapport à 2008 (Vendée : +5,7 %, France hors Mayotte : +2,49 %).
| 1800 | 1806 | 1821 | 1831 | 1836 | 1841 | 1846 | 1851 | 1856 |
| ---- | ---- | ---- | ---- | ---- | ---- | ---- | ---- | ---- |
| 565  | 396  | 561  | 559  | 553  | 559  | 587  | 606  | 661  |

| 1861 | 1866 | 1872 | 1876 | 1881 | 1886 | 1891 | 1896 | 1901 |
| ---- | ---- | ---- | ---- | ---- | ---- | ---- | ---- | ---- |
| 672  | 697  | 675  | 702  | 684  | 698  | 747  | 727  | 689  |

| 1906 | 1911 | 1921 | 1926 | 1931 | 1936 | 1946 | 1954 | 1962 |
| ---- | ---- | ---- | ---- | ---- | ---- | ---- | ---- | ---- |
| 678  | 691  | 572  | 572  | 547  | 538  | 508  | 521  | 496  |

| 1968 | 1975 | 1982 | 1990 | 1999 | 2008 | 2013 | - | - |
| ---- | ---- | ---- | ---- | ---- | ---- | ---- | - | - |
| 446  | 424  | 437  | 523  | 547  | 681  | 818  | - | - |

### Pyramide des âges
La population de la commune est relativement jeune. Le taux de personnes d'un âge supérieur à 60 ans (12,8 %) est en effet inférieur au taux national (21,6 %) et au taux départemental (25,1 %).
À l'instar des répartitions nationale et départementale, la population féminine de la commune est supérieure à la population masculine. Le taux (51,7 %) est du même ordre de grandeur que le taux national (51,6 %).
La répartition de la population de la commune par tranches d'âge est, en 2007, la suivante :
- 48,3 % d’hommes (0 à 14 ans = 24,6 %, 15 à 29 ans = 16,1 %, 30 à 44 ans = 24,6 %, 45 à 59 ans = 22,5 %, plus de 60 ans = 12,1 %) ;
- 51,7 % de femmes (0 à 14 ans = 24,4 %, 15 à 29 ans = 20,2 %, 30 à 44 ans = 20,7 %, 45 à 59 ans = 21,3 %, plus de 60 ans = 13,4 %).

| Hommes | Classe d’âge | Femmes |
| ------ | ------------ | ------ |
| 0,0    | 90 ans ou +  | 0,0    |
| 3,3    | 75 à 89 ans  | 6,0    |
| 8,8    | 60 à 74 ans  | 7,4    |
| 22,5   | 45 à 59 ans  | 21,3   |
| 24,6   | 30 à 44 ans  | 20,7   |
| 16,1   | 15 à 29 ans  | 20,2   |
| 24,6   | 0 à 14 ans   | 24,4   |

| Hommes | Classe d’âge | Femmes |
| ------ | ------------ | ------ |
| 0,4    | 90 ans ou +  | 1,2    |
| 7,3    | 75 à 89 ans  | 10,6   |
| 14,9   | 60 à 74 ans  | 15,7   |
| 20,9   | 45 à 59 ans  | 20,2   |
| 20,4   | 30 à 44 ans  | 19,3   |
| 17,3   | 15 à 29 ans  | 15,5   |
| 18,9   | 0 à 14 ans   | 17,4   |

## Lieux et monuments
Plusieurs édifices marquent le territoire de la commune :
- le château de la Bralière, propriété successivement par héritages des familles Jupille, de Montsorbier, Guillet de La Brosse, de Cornulier, Le Gualès de Mézaubran, d'Arexy et Le Jolis de Villiers.
- le logis de la Macairière ;
- la maison de Gaston Chaissac et la stèle commémorative ;
- le moulin ;
- l’église Notre-Dame.

## Personnalité liée à la commune
- Fernand Martin, abbé et latiniste, y est né en 1879.
- Gaston Chaissac, peintre, y a vécu de 1943 à 1948.
- Philippe de Villiers, homme politique, y est né le 25 mars 1949.
- Bertrand de Villiers, président de radio, y est né le 26 Juillet 1950.
- Pierre de Villiers, général d'armée, y est né le 26 Juillet 1956.